# Hoa tiên (truyện thơ)
Hoa tiên (chữ Nho: 花箋), còn có tên là Hoa tiên ký (花箋記) hay Đệ bát tài tử Hoa tiên diễn âm (第八才子花箋演音), là một truyện dài bằng thơ Nôm của Nguyễn Huy Tự ra đời khoảng giữa thế kỷ 18 trong lịch sử văn học Việt Nam. 

## Giới thiệu
Truyện Hoa tiên được viết phỏng theo một ca bản của Trung Quốc có nhan đề là Đệ bát tài tử Hoa tiên ký. Ca bản này viết bằng thể thơ thất ngôn cổ phong liền vận, thỉnh thoảng có phụ thêm mấy chữ ở đầu câu để chuyển ý. Vì vậy, có nhiều bản chép tay truyện Hoa Tiên vẫn đề là Đệ bát tài tử Hoa tiên diễn âm.
Theo GS. Nguyễn Lộc, thì bản (nguyên tác) của Nguyễn Huy Tự có độ dài là 1.532 câu lục bát. Sau khi được một người em họ bên vợ là Nguyễn Thiện (con Nguyễn Điều, gọi Nguyễn Du bằng chú) sửa chữa và thêm thắt (nhuận sắc) thì bản truyện có cả thảy là 1.826 câu , và được Đỗ Hạ Xuyên khắc ván in đầu tiên vào năm Ất Hợi (1875) đời Tự Đức, với nhan đề là Hoa tiên nhuận chính, hay Hoa tiên nhuận chính tân biên.
Tuy nhiên, theo văn bản có trong sách Văn học thế kỷ 18 do PGS. Nguyễn Thạch Giang chủ biên, thì bản nhuận sắc chỉ có 1.766 (đã dịch trọn vẹn ra chữ Quốc ngữ). Nhưng, theo nhà nghiên cứu Dương Quảng Hàm thì bản này có đến 1. 858 câu .
Ngoài ra, theo GS. Nguyễn Lộc còn có bản nhuận sắc của Vũ Đãi Vấn, và của Cao Bá Quát, nhưng cả hai đều đã thất lạc .

## Lược truyện
Truyện Hoa tiên về cuộc tình duyên trắc trở giữa hai nhân vật chính: Lương sinh và Dương Dao Tiên, vì hai bên viết lời thề nguyền gắn bó với nhau trên hai tờ giấy hoa tiên nên truyện mới có tên là Hoa tiên.
Theo bản Hoa tiên do Dương Quảng Hàm giới thiệu, thì truyện này dài 1858 câu thơ, và có thể chia làm 4 hồi:
- Hồi 1: Lương sinh và Dương Dao Tiên thề nguyền cùng nhau (từ câu 1 đến câu 829):

Lương sinh chính tên là Lương Phương Châu (con Lương tướng công, người Tô Châu). Nhân sang trọ học ở nhà người cậu họ Diêu ở Tràng Châu. Gặp nàng Dương Dao Tiên (con gái Dương tướng công), chàng tỏ tình với nàng. Lúc đầu Dao Tiên còn e ngại, nhưng nhờ có Vân Hương và Bích Nguyệt giúp đỡ, nên Dao Tiên cũng sinh lòng yêu mến Lương sinh. Sau khi hai bên cùng thề nguyền gắn bó (lời thề viết trên hai tờ giáy hoa tiên, nhân thế đặt tên cho truyện), tưởng là duyên phận không còn trắc trở gì nữa.
- Hồi 2: Lương sinh và Dương Dao Tiên xa cách nhau (từ câu 830 đến câu 1128):

Ngờ đâu, Lương tướng công và Lưu tướng công vốn là người đồng quận và là bạn đồng liêu, lúc cùng về trí sĩ, hẹn gả con cho nhau. Đến khi Lương sinh về nhà thăm cha mới biết chuyện người vợ tương lai của mình là Lưu Ngọc Khanh (con gái Lưu tướng công). Mặc dù quá đổi đau khổ, nhưng chàng cũng đành phải theo lệnh của cha mẹ. Dương Dao Tiên nghe được tin ấy, cho rằng người mình thương đã bội ước, nên cũng buồn đau không kém. Chợt khi ấy, Dương tướng công (cha Dương Dao Tiên) có lệnh làm quan ở kinh đô. Ông đem gia đình theo. Đến khi ông nhận lệnh cầm quân ra trận, mẹ con Dương Dao Tiên đành phải đến ở nhà người cậu họ Tiền.
- 'Hồi 3: Lương sinh ra đánh trận, bị quân đối phương bao vây (từ câu 1129 đến câu 1556):

Lương sinh cùng với Diêu sinh (con người cậu họ Diêu) thi đỗ, được bổ làm quan. Làm quan ở kinh đô, Lương sinh tình cờ gặp lại Dương Dao Tiên, rồi giãi bày tâm sự cùng nàng. Biết cha nàng bị vây khổn, Lương sinh bèn xin vua đi giải vây. Nào ngờ đánh thua, chàng bị quân đối phương vây chặt. Nhận được tin đồn rằng Lương sinh tử trận, Lưu Ngọc Khanh cải phục cư tang. Sau, vì mẹ khuyên lấy chồng khác, nàng nhảy xuống sông tự tử. May mà gặp thuyền của quan Đốc học tên Long đang trẩy kinh vớt được.
- Hồi 4: Cả nhà đoàn viên vui vẻ (từ câu 1157 đến 1858):

Diêu sinh đánh tan được quân đối phương, giải vây cho Dương tướng công và Lương sinh. Tất cả đều được nhà vua ban thưởng. Tưởng rằng Lưu Ngọc Khanh đã mất, Lương sinh bèn dâng biểu tâu việc nàng tuẫn tiết, được nhà vua ban sắc phong cho nàng. Nhà vua lại tự đứng ra làm mối gả Dương Dao Tiên cho Lương sinh. Đang khi đó thì Đốc học Long cùng Lưu Ngọc Khanh cũng vừa đến kinh đô. Biết Lương sinh đã có vợ, Ngọc Khanh định đi tu. Nhờ Đốc học Long dâng sớ tâu việc lên nhà vua. Nhà vua lại Ngọc Khanh kết duyên cùng Lương sinh. Cuối cùng, chẳng những Lương sinh cưới được Dương Dao Tiên, Lưu Ngọc Khanh; mà còn cưới cả hai người con gái trước kia đã từng giúp mình đó là Vân Hương và Bích Nguyệt. Thật là một nhà đoàn viên vui vẻ.

## Nhận xét
- Nhà nghiên cứu Dương Quảng Hàm:

Truyện Hoa tiên, tuy là một câu chuyện tình, nhưng có chủ ý khuyên răn người đời về đường luân thường. Bởi thế, Cao Bá Quát trong một bài tựa chữ Hán, đã có câu rằng:
Trong truyện Hoa tiên có nhiều ý tứ hay: trước thì trai gái gặp gỡ, vợ chồng yêu thương; rồi đến đạo cha con, nghĩa vua tôi, sự bè bạn, tình anh em; lớn thì triều chính, binh mưu, bao trung khuyến tiết; nhỏ thì nhân tình, thế thái, mây gió, cỏ cây.
Văn truyện ấy thật là lối văn uẩn súc, điêu luyện, dùng rất nhiều điển cố; bởi thế cuốn ấy được các học giả thưởng thức, nhưng không được phổ cập như cuốn Truyện Kiều của Nguyễn Du. Khi ta đọc Hoa tiên, thấy có nhiều câu hoặc giống hẳn, hoặc hơi giống những câu trong truyện Kiều, thì biết rằng tác giả Truyện Kiều đã được đọc truyện Hoa tiên và đã chịu ảnh hưởng của truyện ấy 
- PGS. TS. Lại Văn Hùng:

Tác phẩm Hoa tiên được tác giả viết vào thời còn trẻ. Mặc dù cốt truyện xuất phát từ một tác phẩm ở Trung Quốc, nhưng tác giả đã sáng tác thành truyện thơ với một cảm hứng trữ tình đậm đà, thể hiện yêu cầu khao khát tự do yêu đương và hạnh phúc lứa đôi có phần vượt ra khỏi khuôn khổ của lễ giáo. Tác giả đã đem đến cho truyện thơ nhiều trang tả cảnh, tả tình đặc sắc. Dầu đã qua một số lần nhuận chính, sửa chữa nhưng bản Nôm Hoa tiên ký của Nguyễn Huy Tự (do Đào Duy Anh tìm thấy ở quê hương nhà thơ vào ngày 1 tháng 2 năm 1943) vẫn nguyên giá trị không thể thay thế. Vẫn giữ cốt truyện, nhưng Hoa tiên ký đã biến lối văn "kể và thuật" của ca bản Trung Quốc thành lối văn "tả và gợi"; chuyển thể loại ngâm xướng thành thể loại truyện thơ Nôm. Bản thân việc biến chuyển cả "văn" lẫn "thể" như thế đã nói lên công sức sáng tạo rất lớn của Nguyễn Huy Tự. Hệ thống nhân vật của Hoa tiên ký cũng đã đạt tới mức hoàn chỉnh. Một số nhân vật được khắc họa có nội tâm sâu sắc, sinh động; có sự hồn nhiên, tươi tắn và chân thật.
Về mặt ngôn ngữ, Hoa tiên ký là một bước tiến dài so với truyện Nôm trước đó. Đây là bằng chứng về khả năng biểu cảm của tiếng Việt ở khoảng giữa thế kỷ 18...
- GS. Nguyễn Lộc:

Hoa tiên là một câu chuyện tình xảy ra trong cảnh lầu son gác tía. Điều đáng chú ý là trong tác phẩm này là không có một nhân vật phản diện nào cả. Mâu thuẫn giữa tình yêu và lễ giáo phong kiến ở đây không thể hiện thành ahi tuyến nhân vật đối lập, như trong nhiều truyện Nôm khác cùng thời, mà thành cuộc đấu tranh gữa lý trí và tình cảm ở những nhân vật chính. Tác giả một mặt tỏ ra khá say sưa với tự do yêu đương khi miêu tả mối tình của Lương sinh và Dao Tiên, nhưng mặt khác lại không muốn lễ giáo phong kiến bị vi phạm. Cho nên trong Hoa tiên, ta thấy rõ khuynh hướng điều hòa mâu thuẫn giữ tình yêu và lễ giáo. Cái hay và cái hạn chế của Hoa tiên là ở chỗ ấy.
Về phương diện nghệ thuật, mặc dù dựa khá sát vào nguyên bản (của Trung Quốc), tác phẩm của Nguyễn Huy Tự và Nguyễn Thiện vẫn mang được một sắc thái trữ tình đậm nét. Nội tâm của Dao Tiên được khai thác tinh tế và sinh động. Thành công của tryện Hoa tiên góp phần thúc đẩy dự ra đời của thể loại truyện Nôm trong giai đoạn này .

## Sách tham khảo
- Dương Quảng Hàm, Việt Nam văn học sử yếu (mục "Hoa tiên truyện"). Trung tâm học liệu xuất bản. Bản in lần thứ 10, Sài Gòn, 1968.
- Dương Quảng Hàm, Việt Nam thi văn hợp tuyển (mục "Hoa tiên"). Trung tâm học liệu xuất bản. Bản in lần thứ 9, Sài Gòn, 1968.
- Nguyễn Thạch Giang, Văn học thế kỷ 18 (chương viết về "Hoa tiên"). Nhà xuất bản Khoa học Xã hội, Hà Nội, 2004.
- Lại Văn Hùng, mục từ "Nguyễn Huy Tự" trong Từ điển văn học (bộ mới). Nhà xuất bản Thế giới, 2004.
- Nguyễn Lộc, mục từ "Hoa tiên" trong Từ điển văn học (bộ mới). Nhà xuất bản Thế giới, 2004.